# Parque nacional Mariala
Mariala es un parque nacional en Queensland (Australia), ubicado a 810 km al oeste de Brisbane.

## Datos
- Área: 273,00 km²
- Coordenadas: 26°01′46″S 145°04′17″E / -26.02944, 145.07139
- Fecha de Creación: 1992
- Administración: Servicio para la Vida Salvaje de Queensland
- Categoría IUCN: II

- Datos: Q138100